# Liège-Bastogne-Liège 2016
La 102e édition de Liège-Bastogne-Liège a eu lieu le 24 avril 2016. C'est la treizième épreuve de l'UCI World Tour 2016. C'est également le quatrième des cinq monuments cyclistes de la saison.
L'épreuve a été remportée lors d'un sprint à trois coureurs par le Néerlandais Wout Poels (Sky) respectivement devant le Suisse Michael Albasini (Orica-GreenEDGE) et le Portugais Rui Costa (Lampre-Merida).

## Présentation
Il s'agit de la troisième des trois classiques ardennaises, après l'Amstel Gold Race et la Flèche wallonne et du quatrième des cinq monuments cyclistes de la saison.
La course a lieu sur un parcours de 248 km, qui commence à Liège, pour se diriger vers Bastogne et revenir à Liège, avec l'arrivée située à Ans. Le profil de la course comprend de nombreuses côtes, en particulier dans les 70 derniers kilomètres, qui sont la principale difficulté de la course. À l'origine, la course devait avoir lieu sur une distance de 253 km, mais en raison des mauvaises conditions météorologiques, la course est raccourcie à 248 km.

### Parcours
Bien que la majorité du parcours soit le même que les années précédentes, il y a quelques changements significatifs par rapport à l'édition 2015. La côte de Stockeu, qui fait généralement partie d'une succession de trois côtes situées à 100 km de l'arrivée, disparaît en raison de travaux. Au lieu de cela, une nouvelle ascension est insérée entre la côte de Saint-Nicolas et la ligne d'arrivée à Ans. Cette ascension, la côte de la rue Naniot, se situe dans la banlieue de Liège avec une pente raide, droite, sur un revêtement pavé. Les 600 m de la montée sont sur une pente moyenne de 10,5 %, avec le sommet à 2,5 km de l'arrivée,,.
Le tracé emmène les coureurs dès le départ à Liège au sud de Bastogne. Après 106,5 km, le parcours se tourne vers le nord, pour revenir à Liège. La deuxième partie de course est plus longue avec 146,5 km et entraîne les coureurs au nord-est de Spa avant de tourner à l'ouest jusqu'à l'arrivée. La course se termine à Ans, juste à l'ouest de Liège.
Liège-Bastogne-Liège est la dernière des trois classiques ardennaises et est la course de clôture de la saison de printemps des classiques. Les classiques ardennaises sont trois courses avec de nombreuses côtes escarpées et courtes. La principale difficulté dans cette édition de est l'ascension des dix côtes classées, dont la plupart sont placées dans la dernière partie de la course. Il n'y a qu'une seule montée, la côte de la Roche-en-Ardenne, avant que le peloton n'atteigne Bastogne. Après le point de retour, les coureurs franchissent une autre montée, la côte de Saint-Roch. Par la suite, on entre dans la partie la plus difficile de la course, les 85 derniers kilomètres qui comprennent la côte de Wanne, la côte de la Haute-Levée, le col du Rosier et le côte du Maquisard. À 35 km de l'arrivée, les coureurs arrivent sur la côte de La Redoute, décrit par Cyclingnews.com comme « le site plus sacré » de la course. Il s'agit d'une montée de 2 km à une pente moyenne de 8,9 %. Environ 15 km plus tard, le parcours emprunte la côte de la Roche aux faucons, 1,3 km km à 11 %, et ensuite la descente dans la périphérie de Liège. Dans les 10 derniers kilomètres, sont placées deux ascensions : la côte de Saint-Nicolas, 1,2 km à 8,6 %, et la côte de la rue Naniot. La course se termine ensuite avec une montée de 1,5 km non répertoriée jusqu'à la ligne d'arrivée à Ans[réf. incomplète].
Il y a un changement de parcours de dernière minute en raison des conditions météorologiques. Aucune côte n'est modifiée, mais une section de la route entre Liège et la première montée de la journée est modifiée pour éviter les zones touchées par la neige.
| Num | Nom                          | km    | Longueur (m) | Pente moyenne | km de l'arrivée |
| --- | ---------------------------- | ----- | ------------ | ------------- | --------------- |
| 1   | Côte de la Roche-en-Ardenne  | 78,5  | 2 800        | 6,2 %         | 174,5           |
| 2   | Côte de Saint-Roch           | 125   | 1 000        | 11,2 %        | 128             |
| 3   | Côte de Wanne                | 168,5 | 2 800        | 7,4 %         | 84,5            |
| 4   | Côte de la Haute-Levée       | 179   | 3 600        | 5,6 %         | 74              |
| 5   | Col du Rosier                | 192   | 4 400        | 5,9 %         | 61              |
| 6   | Côte du Maquisard            | 204,5 | 2 000        | 5 %           | 48,5            |
| 7   | Côte de La Redoute           | 216,5 | 2 000        | 8,9 %         | 36,5            |
| 8   | Côte de la Roche aux faucons | 232,5 | 1 300        | 11 %          | 20,5            |
| 9   | Côte de Saint-Nicolas        | 246,5 | 1 200        | 8,6 %         | 6,5             |
| 10  | Côte de la rue Naniot        | 250,5 | 600          | 10,5 %        | 2,5             |

### Équipes
En tant qu'épreuve World Tour, les dix-huit WorldTeams participent à la course. De plus l'organisateur a invité sept autres équipes.
Vingt-cinq équipes participent à ce Liège-Bastogne-Liège - dix-huit WorldTeams et sept équipes continentales professionnelles :
| UCI WorldTeams   | UCI WorldTeams | UCI WorldTeams |
| Nom de l'équipe  | Pays           | Code           |
| ---------------- | -------------- | -------------- |
| AG2R La Mondiale | France         | ALM            |
| Astana           | Kazakhstan     | AST            |
| BMC Racing       | États-Unis     | BMC            |
| Cannondale       | États-Unis     | CPT            |
| Dimension Data   | Afrique du Sud | DDD            |
| Etixx-Quick Step | Belgique       | EQS            |
| FDJ              | France         | FDJ            |
| Giant-Alpecin    | Allemagne      | TGA            |
| IAM              | Suisse         | IAM            |
| Katusha          | Russie         | KAT            |
| Lampre-Merida    | Italie         | LAM            |
| Lotto NL-Jumbo   | Pays-Bas       | TLJ            |
| Lotto-Soudal     | Belgique       | LTS            |
| Movistar         | Espagne        | MOV            |
| Orica-GreenEDGE  | Australie      | OGE            |
| Sky              | Royaume-Uni    | SKY            |
| Tinkoff          | Russie         | TNK            |
| Trek-Segafredo   | États-Unis     | TFS            |

| Équipes continentales professionnelles | Équipes continentales professionnelles | Équipes continentales professionnelles |
| Nom de l'équipe                        | Pays                                   | Code                                   |
| -------------------------------------- | -------------------------------------- | -------------------------------------- |
| Bora-Argon 18                          | Allemagne                              | BOA                                    |
| Cofidis                                | France                                 | COF                                    |
| Direct Énergie                         | France                                 | DEN                                    |
| Fortuneo-Vital Concept                 | France                                 | FVC                                    |
| Roompot-Oranje Peloton                 | Pays-Bas                               | ROP                                    |
| Topsport Vlaanderen-Baloise            | Belgique                               | TSV                                    |
| Wanty-Groupe Gobert                    | Belgique                               | WGG                                    |

### Favoris
Le principal favori pour la victoire est le tenant du titre, l'Espagnol Alejandro Valverde (Movistar). Ce dernier a remporté la course à trois reprises, en 2006, 2008 et donc 2015. En 2006 et 2015, il a également remporté la Flèche Wallonne, après avoir remporté l'édition 2016 de cette course plus tôt dans la semaine, il peut devenir le premier coureur à réaliser le « doublé des Ardennes » pour la troisième fois. Il a l'avantage de grimper les côtes mieux que la plupart des sprinteurs et d'avoir une pointe de vitesse supérieure à la plupart des grimpeurs,.
Deux des principaux rivaux d'Alejandro Valverde sont le Français Julian Alaphilippe et son coéquipier l'Irlandais Daniel Martin (Etixx-Quick Step). Ce dernier a remporté la course en 2013 tandis que Julian Alaphilippe a fini deuxième derrière l'Espagnol en 2015. Ils ont terminé respectivement deuxième et troisième  également derrière Valverde sur le Mur de Huy lors de la dernière Flèche Wallonne. Daniel Martin estime qu'il devrait obtenir un avantage tactique en ayant deux potentiels vainqueur de Liège-Bastogne-Liège. Les autres outsiders le Polonais Michał Kwiatkowski et le Néerlandais Wout Poels (Sky), l'Espagnol Joaquim Rodríguez (Katusha), l'Australien Simon Gerrans (Orica-GreenEDGE), lauréat en 2014 ainsi que l'Italien Enrico Gasparotto (Wanty-Groupe Gobert), vainqueur de l'Amstel Gold Race le dimanche précédent,.

## Récit de la course
Cette 102ème édition de la Doyenne se court dans des conditions atmosphériques difficiles mêlant vent, pluie et neige. Huit coureurs s'échappent dès les premiers kilomètres de la course. Parmi ces échappés de la première heure, Alessandro De Marchi et Nicolas Edet font de la résistance face au peloton emmené par les équipiers Movistar d'Alejandro Valverde et Quick Step de Julian Alaphilippe et Dan Martin. Les fuyards sont finalement repris aux portes de Liège. La course se joue dans la montée vers Ans. En effet, quatre hommes se dégagent dès l'entame de cette ultime difficulté, un peu avant le passage sous la flamme rouge : l'Espagnol Samuel Sánchez, le Néerlandais Wout Poels, l'Italien Michael Albasini et le Portugais Rui Costa. À Ans, Wout Poels remporte le sprint devant Michael Albasini.

## Classements

### Classement final
| Classement final | Classement final  | Classement final | Classement final | Classement final   |
|                  | Coureur           | Pays             | Équipe           | Temps              |
| ---------------- | ----------------- | ---------------- | ---------------- | ------------------ |
| 1er              | Wout Poels        | Pays-Bas         | Sky              | en 6 h 24 min 29 s |
| 2e               | Michael Albasini  | Suisse           | Orica-GreenEDGE  | + 0 s              |
| 3e               | Rui Costa         | Portugal         | Lampre-Merida    | + 0 s              |
| 4e               | Samuel Sánchez    | Espagne          | BMC Racing       | + 4 s              |
| 5e               | Ilnur Zakarin     | Russie           | Katusha          | + 9 s              |
| 6e               | Warren Barguil    | France           | Giant-Alpecin    | + 11 s             |
| 7e               | Roman Kreuziger   | Tchéquie         | Tinkoff          | + 12 s             |
| 8e               | Joaquim Rodríguez | Espagne          | Katusha          | + 12 s             |
| 9e               | Bauke Mollema     | Pays-Bas         | Trek-Segafredo   | + 12 s             |
| 10e              | Diego Rosa        | Italie           | Astana           | + 12 s             |
| modifier         |                   |                  |                  |                    |

### UCI World Tour
Ce Liège-Bastogne-Liège attribue des points pour l'UCI World Tour 2016, par équipes uniquement aux équipes ayant un label WorldTeam, individuellement uniquement aux coureurs des équipes ayant un label WorldTeam.
| Position           | 1er | 2e | 3e | 4e | 5e | 6e | 7e | 8e | 9e | 10e |
| Classement général | 100 | 80 | 70 | 60 | 50 | 40 | 30 | 20 | 10 | 4   |
| Par étape          | 6   | 4  | 2  | 1  | 1  |    |    |    |    |     |

Ainsi Wout Poels (1er) remporte 100 points, Michael Albasini (2e) 80 pts, Rui Costa (3e) 70 pts, Samuel Sánchez (4e) 60 pts, Ilnur Zakarin (5e) 50 pts, Warren Barguil (6e) 40 pts, Roman Kreuziger (7e) 30 pts, Joaquim Rodríguez (8e) 20 pts, Bauke Mollema (9e) 10 pts et Diego Rosa (10e) 4 pts.

#### Classement individuel
Ci-dessous, le classement individuel de l'UCI World Tour à l'issue de la course,.
| Rang | Coureur           | Équipe         | Points |
| ---- | ----------------- | -------------- | ------ |
| 1    | Peter Sagan       | Tinkoff        | 329    |
| 2    | Alberto Contador  | Tinkoff        | 280    |
| 3    | Richie Porte      | BMC Racing     | 222    |
| 4    | Sergio Henao      | Sky            | 204    |
| 5    | Sep Vanmarcke     | Lotto NL-Jumbo | 201    |
| 6    | Nairo Quintana    | Movistar       | 178    |
| 7    | Fabian Cancellara | Trek-Segafredo | 166    |
| 8    | Greg Van Avermaet | BMC Racing     | 162    |
| 9    | Wout Poels        | Sky            | 147    |
| 10   | Ilnur Zakarin     | Katusha        | 146    |

#### Classement par pays
Ci-dessous, le classement par pays de l'UCI World Tour à l'issue de la course ainsi que le classement actualisé. à la suite de l'annulation des résultats du Britannique Simon Yates (Orica-GreenEDGE) sur Paris-Nice.
| Rang | Pays        | Points |
| ---- | ----------- | ------ |
| 1    | Espagne     | 613    |
| 2    | Australie   | 579    |
| 3    | Belgique    | 557    |
| 4    | France      | 430    |
| 5    | Colombie    | 416    |
| 6    | Royaume-Uni | 397    |
| 7    | Suisse      | 332    |
| 8    | Slovaquie   | 329    |
| 9    | Pays-Bas    | 237    |
| 10   | Russie      | 205    |

| Rang | Pays        | Points |
| ---- | ----------- | ------ |
| 1    | Espagne     | 613    |
| 2    | Australie   | 579    |
| 3    | Belgique    | 557    |
| 4    | France      | 430    |
| 5    | Colombie    | 416    |
| 6    | Royaume-Uni | 386    |
| 7    | Suisse      | 332    |
| 8    | Slovaquie   | 329    |
| 9    | Pays-Bas    | 237    |
| 10   | Russie      | 205    |

#### Classement par équipes
Ci-dessous, le classement par équipes de l'UCI World Tour à l'issue de la course ainsi que le classement actualisé. à la suite de l'annulation des résultats du Britannique Simon Yates (Orica-GreenEDGE) sur Paris-Nice.
| Rang | Équipe           | Points |
| ---- | ---------------- | ------ |
| 1    | Tinkoff          | 771    |
| 2    | Sky              | 677    |
| 3    | BMC Racing       | 572    |
| 4    | Etixx-Quick Step | 415    |
| 5    | Katusha          | 393    |
| 6    | Movistar         | 390    |
| 7    | Orica-GreenEDGE  | 390    |
| 8    | FDJ              | 323    |
| 9    | Trek-Segafredo   | 224    |
| 10   | Lotto NL-Jumbo   | 213    |

| Rang | Équipe           | Points |
| ---- | ---------------- | ------ |
| 1    | Tinkoff          | 771    |
| 2    | Sky              | 677    |
| 3    | BMC Racing       | 572    |
| 4    | Etixx-Quick Step | 415    |
| 5    | Katusha          | 393    |
| 6    | Movistar         | 390    |
| 7    | Orica-GreenEDGE  | 376    |
| 8    | FDJ              | 323    |
| 9    | Trek-Segafredo   | 224    |
| 10   | Lotto NL-Jumbo   | 213    |

## Liste des participants
- Liste de départ complète

| Légende | Légende                                                                    | Légende | Légende                                                    |
| ------- | -------------------------------------------------------------------------- | ------- | ---------------------------------------------------------- |
| Num     | Dossard de départ porté par le coureur sur ce Liège-Bastogne-Liège         | Pos     | Position à l'arrivée de la course                          |
|         | Indique un maillot de champion national ou mondial, suivi de sa spécialité | NP      | Indique un coureur qui n'a pas pris le départ de la course |
| AB      | Indique un coureur qui n'a pas terminé la course                           | HD      | Indique un coureur qui a terminé la course hors des délais |

| Movistar MOV                          | Movistar MOV                     | Movistar MOV |
| ------------------------------------- | -------------------------------- | ------------ |
| Num                                   | Coureur                          | Pos          |
| 1                                     | Alejandro Valverde (ESP) (Route) | 16e          |
| 2                                     | Carlos Betancur (COL)            | 50e          |
| 3                                     | Imanol Erviti (ESP)              | AB           |
| 4                                     | Rubén Fernández Andújar (ESP)    | 125e         |
| 5                                     | Ion Izagirre (ESP)               | 30e          |
| 6                                     | Daniel Moreno (ESP)              | 28e          |
| 7                                     | Rory Sutherland (AUS)            | 118e         |
| 8                                     | Giovanni Visconti (ITA)          | 25e          |
| Directeur sportif : José Luis Arrieta |                                  |              |

| Etixx-Quick Step EQS           | Etixx-Quick Step EQS     | Etixx-Quick Step EQS |
| ------------------------------ | ------------------------ | -------------------- |
| Num                            | Coureur                  | Pos                  |
| 11                             | Daniel Martin (IRL)      | 47e                  |
| 12                             | Julian Alaphilippe (FRA) | 23e                  |
| 13                             | Maxime Bouet (FRA)       | 105e                 |
| 14                             | David de la Cruz (ESP)   | 58e                  |
| 15                             | Laurens De Plus (BEL)    | 61e                  |
| 16                             | Pieter Serry (BEL)       | 39e                  |
| 17                             | Petr Vakoč (CZE) (Route) | AB                   |
| 18                             | Julien Vermote (BEL)     | 124e                 |
| Directeur sportif : Tom Steels |                          |                      |

| Katusha KAT                      | Katusha KAT                 | Katusha KAT |
| -------------------------------- | --------------------------- | ----------- |
| Num                              | Coureur                     | Pos         |
| 21                               | Joaquim Rodríguez (ESP)     | 8e          |
| 22                               | Sergueï Lagoutine (RUS)     | 146e        |
| 23                               | Alberto Losada (ESP)        | 101e        |
| 24                               | Tiago Machado (POR)         | AB          |
| 25                               | Rein Taaramäe (EST)         | AB          |
| 26                               | Jurgen Van den Broeck (BEL) | 96e         |
| 27                               | Ángel Vicioso (ESP)         | 144e        |
| 28                               | Ilnur Zakarin (RUS)         | 5e          |
| Directeur sportif : José Azevedo |                             |             |

| Lampre-Merida LAM                    | Lampre-Merida LAM       | Lampre-Merida LAM |
| ------------------------------------ | ----------------------- | ----------------- |
| Num                                  | Coureur                 | Pos               |
| 31                                   | Rui Costa (POR) (Route) | 3e                |
| 32                                   | Matteo Bono (ITA)       | 95e               |
| 33                                   | Valerio Conti (ITA)     | AB                |
| 34                                   | Mário Costa (POR)       | AB                |
| 35                                   | Louis Meintjes (RSA)    | 31e               |
| 36                                   | Manuele Mori (ITA)      | 24e               |
| 37                                   | Jan Polanc (SLO)        | 70e               |
| 38                                   | Diego Ulissi (ITA)      | 55e               |
| Directeur sportif : Philippe Mauduit |                         |                   |

| Tinkoff TNK                          | Tinkoff TNK                 | Tinkoff TNK |
| ------------------------------------ | --------------------------- | ----------- |
| Num                                  | Coureur                     | Pos         |
| 41                                   | Roman Kreuziger (CZE)       | 7e          |
| 42                                   | Pavel Brutt (RUS)           | AB          |
| 43                                   | Robert Kišerlovski (CRO)    | 43e         |
| 44                                   | Rafał Majka (POL)           | 113e        |
| 45                                   | Paweł Poljański (POL)       | 108e        |
| 46                                   | Ivan Rovny (RUS)            | 92e         |
| 47                                   | Yury Trofimov (RUS) (Route) | 81e         |
| 48                                   | Michael Valgren (DEN)       | 14e         |
| Directeur sportif : Bruno Cenghialta |                             |             |

| AG2R La Mondiale ALM              | AG2R La Mondiale ALM         | AG2R La Mondiale ALM |
| --------------------------------- | ---------------------------- | -------------------- |
| Num                               | Coureur                      | Pos                  |
| 51                                | Romain Bardet (FRA)          | 13e                  |
| 52                                | Jan Bakelants (BEL)          | 29e                  |
| 53                                | Mikaël Cherel (FRA)          | 45e                  |
| 54                                | Ben Gastauer (LUX)           | 103e                 |
| 55                                | Cyril Gautier (FRA)          | 84e                  |
| 56                                | Sébastien Minard (FRA)       | 152e                 |
| 57                                | Jean-Christophe Péraud (FRA) | 62e                  |
| 58                                | Domenico Pozzovivo (ITA)     | 63e                  |
| Directeur sportif : Julien Jurdie |                              |                      |

| Sky SKY                               | Sky SKY                    | Sky SKY |
| ------------------------------------- | -------------------------- | ------- |
| Num                                   | Coureur                    | Pos     |
| 61                                    | Christopher Froome (GBR)   | 112e    |
| 62                                    | Michał Gołaś (POL)         | 83e     |
| 63                                    | Sebastián Henao (COL)      | 69e     |
| 64                                    | Michał Kwiatkowski (POL)   | 36e     |
| 65                                    | Lars Petter Nordhaug (NOR) | 20e     |
| 66                                    | Wout Poels (NED)           | 1er     |
| 67                                    | Salvatore Puccio (ITA)     | 82e     |
| 68                                    | Ben Swift (GBR)            | 44e     |
| Directeur sportif : Kurt Asle Arvesen |                            |         |

| Astana AST                         | Astana AST              | Astana AST |
| ---------------------------------- | ----------------------- | ---------- |
| Num                                | Coureur                 | Pos        |
| 71                                 | Vincenzo Nibali (ITA)   | 51e        |
| 72                                 | Dario Cataldo (ITA)     | AB         |
| 73                                 | Jakob Fuglsang (DEN)    | 68e        |
| 74                                 | Andriy Grivko (UKR)     | 35e        |
| 75                                 | Tanel Kangert (EST)     | 11e        |
| 76                                 | Diego Rosa (ITA)        | 10e        |
| 77                                 | Luis León Sánchez (ESP) | 27e        |
| 78                                 | Paolo Tiralongo (ITA)   | AB         |
| Directeur sportif : Stefano Zanini |                         |            |

| Dimension Data DDD             | Dimension Data DDD               | Dimension Data DDD |
| ------------------------------ | -------------------------------- | ------------------ |
| Num                            | Coureur                          | Pos                |
| 81                             | Serge Pauwels (BEL)              | 99e                |
| 82                             | Igor Antón (ESP)                 | 42e                |
| 83                             | Steve Cummings (GBR)             | 19e                |
| 84                             | Omar Fraile (ESP)                | AB                 |
| 85                             | Jacques Janse van Rensburg (RSA) | 140e               |
| 86                             | Merhawi Kudus (ERI)              | 53e                |
| 87                             | Kanstantsin Siutsou (BLR)        | 93e                |
| 88                             | Daniel Teklehaimanot (ERI)       | AB                 |
| Directeur sportif : Jens Zemke |                                  |                    |

| Orica-GreenEDGE OGE                 | Orica-GreenEDGE OGE           | Orica-GreenEDGE OGE |
| ----------------------------------- | ----------------------------- | ------------------- |
| Num                                 | Coureur                       | Pos                 |
| 91                                  | Simon Gerrans (AUS)           | 33e                 |
| 92                                  | Michael Albasini (SUI)        | 2e                  |
| 93                                  | Jack Haig (AUS)               | AB                  |
| 94                                  | Mathew Hayman (AUS)           | 141e                |
| 95                                  | Daryl Impey (RSA)             | AB                  |
| 96                                  | Christopher Juul Jensen (DEN) | 67e                 |
| 97                                  | Christian Meier (CAN)         | 97e                 |
| 98                                  | Adam Yates (GBR)              | 56e                 |
| Directeur sportif : Laurenzo Lapage |                               |                     |

| Wanty-Groupe Gobert WGG                      | Wanty-Groupe Gobert WGG  | Wanty-Groupe Gobert WGG |
| -------------------------------------------- | ------------------------ | ----------------------- |
| Num                                          | Coureur                  | Pos                     |
| 101                                          | Enrico Gasparotto (ITA)  | 12e                     |
| 102                                          | Jérôme Baugnies (BEL)    | AB                      |
| 103                                          | Gaëtan Bille (BEL)       | 59e                     |
| 104                                          | Guillaume Martin (FRA)   | 120e                    |
| 105                                          | Mark McNally (GBR)       | AB                      |
| 106                                          | Marco Minnaard (NED)     | AB                      |
| 107                                          | Björn Thurau (GER)       | 107e                    |
| 108                                          | Frederik Veuchelen (BEL) | AB                      |
| Directeur sportif : Hilaire Van der Schueren |                          |                         |

| Cofidis COF                     | Cofidis COF             | Cofidis COF |
| ------------------------------- | ----------------------- | ----------- |
| Num                             | Coureur                 | Pos         |
| 111                             | Daniel Navarro (ESP)    | 34e         |
| 112                             | Yoann Bagot (FRA)       | 114e        |
| 113                             | Nicolas Edet (FRA)      | 119e        |
| 114                             | Arnold Jeannesson (FRA) | 18e         |
| 115                             | Luis Ángel Maté (ESP)   | 54e         |
| 116                             | Rudy Molard (FRA)       | 90e         |
| 117                             | Julien Simon (FRA)      | 128e        |
| 118                             | Anthony Turgis (FRA)    | 127e        |
| Directeur sportif : Didier Rous |                         |             |

| Lotto-Soudal LTS                  | Lotto-Soudal LTS                | Lotto-Soudal LTS |
| --------------------------------- | ------------------------------- | ---------------- |
| Num                               | Coureur                         | Pos              |
| 121                               | Tony Gallopin (FRA)             | AB               |
| 122                               | Sander Armée (BEL)              | 79e              |
| 123                               | Bart De Clercq (BEL)            | AB               |
| 124                               | Thomas De Gendt (BEL)           | 131e             |
| 125                               | Tomasz Marczyński (POL) (Route) | 52e              |
| 126                               | Tosh Van der Sande (BEL)        | 102e             |
| 127                               | Jelle Vanendert (BEL)           | 22e              |
| 128                               | Tim Wellens (BEL)               | 48e              |
| Directeur sportif : Herman Frison |                                 |                  |

| Bora-Argon 18 BOA                    | Bora-Argon 18 BOA              | Bora-Argon 18 BOA |
| ------------------------------------ | ------------------------------ | ----------------- |
| Num                                  | Coureur                        | Pos               |
| 131                                  | Patrick Konrad (AUT)           | 15e               |
| 132                                  | Cesare Benedetti (ITA)         | 145e              |
| 133                                  | Emanuel Buchmann (GER) (Route) | 71e               |
| 134                                  | Bartosz Huzarski (POL)         | 110e              |
| 135                                  | José Mendes (POR)              | 86e               |
| 136                                  | Gregor Mühlberger (AUT)        | AB                |
| 137                                  | Dominik Nerz (GER)             | AB                |
| 138                                  | Paul Voss (GER)                | 143e              |
| Directeur sportif : Enrico Poitschke |                                |                   |

| IAM                                 | IAM                        | IAM  |
| ----------------------------------- | -------------------------- | ---- |
| Num                                 | Coureur                    | Pos  |
| 141                                 | Jarlinson Pantano (COL)    | AB   |
| 142                                 | Clément Chevrier (FRA)     | AB   |
| 143                                 | Stefan Denifl (AUT)        | DSQ  |
| 145                                 | Vegard Stake Laengen (NOR) | 129e |
| 144                                 | Vicente Reynés (ESP)       | AB   |
| 146                                 | David Tanner (AUS)         | 149e |
| 147                                 | Lawrence Warbasse (USA)    | 116e |
| 148                                 | Oliver Zaugg (SUI)         | 142e |
| Directeur sportif : Kjell Carlström |                            |      |

| Giant-Alpecin TGA                | Giant-Alpecin TGA         | Giant-Alpecin TGA |
| -------------------------------- | ------------------------- | ----------------- |
| Num                              | Coureur                   | Pos               |
| 151                              | Warren Barguil (FRA)      | 6e                |
| 152                              | Caleb Fairly (USA)        | 153e              |
| 153                              | Johannes Fröhlinger (GER) | 122e              |
| 154                              | Simon Geschke (GER)       | 94e               |
| 155                              | Chad Haga (USA)           | 137e              |
| 156                              | Fredrik Ludvigsson (SWE)  | 115e              |
| 157                              | Sam Oomen (NED)           | 26e               |
| 158                              | Sindre Lunke (NOR)        | 139e              |
| Directeur sportif : Aike Visbeek |                           |                   |

| Direct Énergie DEN                  | Direct Énergie DEN       | Direct Énergie DEN |
| ----------------------------------- | ------------------------ | ------------------ |
| Num                                 | Coureur                  | Pos                |
| 161                                 | Thomas Voeckler (FRA)    | 106e               |
| 162                                 | Lilian Calmejane (FRA)   | AB                 |
| 163                                 | Jérémy Cornu (FRA)       | AB                 |
| 165                                 | Fabien Grellier (FRA)    | AB                 |
| 164                                 | Fabrice Jeandesboz (FRA) | AB                 |
| 166                                 | Perrig Quéméneur (FRA)   | AB                 |
| 167                                 | Romain Sicard (FRA)      | 89e                |
| 168                                 | Angélo Tulik (FRA)       | AB                 |
| Directeur sportif : Lylian Lebreton |                          |                    |

| BMC Racing BMC                   | BMC Racing BMC             | BMC Racing BMC |
| -------------------------------- | -------------------------- | -------------- |
| Num                              | Coureur                    | Pos            |
| 171                              | Richie Porte (AUS)         | 91e            |
| 172                              | Alessandro De Marchi (ITA) | 126e           |
| 173                              | Silvan Dillier (SUI)       | 123e           |
| 174                              | Ben Hermans (BEL)          | 98e            |
| 175                              | Joey Rosskopf (USA)        | 117e           |
| 176                              | Samuel Sánchez (ESP)       | 4e             |
| 177                              | Dylan Teuns (BEL)          | 17e            |
| 178                              | Loïc Vliegen (BEL)         | 65e            |
| Directeur sportif : Valerio Piva |                            |                |

| Cannondale CPT                       | Cannondale CPT          | Cannondale CPT |
| ------------------------------------ | ----------------------- | -------------- |
| Num                                  | Coureur                 | Pos            |
| 181                                  | Tom-Jelte Slagter (NED) | AB             |
| 182                                  | Nathan Brown (USA)      | 121e           |
| 183                                  | Simon Clarke (AUS)      | 136e           |
| 184                                  | Lawson Craddock (USA)   | 37e            |
| 185                                  | Alex Howes (USA)        | 21e            |
| 186                                  | Benjamin King (USA)     | AB             |
| 187                                  | Toms Skujiņš (LAT)      | 38e            |
| 188                                  | Michael Woods (CAN)     | AB             |
| Directeur sportif : Eric Van Lancker |                         |                |

| Trek-Segafredo TFS               | Trek-Segafredo TFS          | Trek-Segafredo TFS |
| -------------------------------- | --------------------------- | ------------------ |
| Num                              | Coureur                     | Pos                |
| 191                              | Bauke Mollema (NED)         | 9e                 |
| 192                              | Fumiyuki Beppu (JPN)        | 134e               |
| 193                              | Jack Bobridge (AUS) (Route) | AB                 |
| 194                              | Laurent Didier (LUX)        | 132e               |
| 195                              | Ryder Hesjedal (CAN)        | 60e                |
| 196                              | Kiel Reijnen (USA)          | 151e               |
| 197                              | Peter Stetina (USA)         | 85e                |
| 198                              | Haimar Zubeldia (ESP)       | 150e               |
| Directeur sportif : Kim Andersen |                             |                    |

| Lotto NL-Jumbo TLJ              | Lotto NL-Jumbo TLJ      | Lotto NL-Jumbo TLJ |
| ------------------------------- | ----------------------- | ------------------ |
| Num                             | Coureur                 | Pos                |
| 201                             | Robert Gesink (NED)     | 78e                |
| 202                             | Enrico Battaglin (ITA)  | 46e                |
| 203                             | Koen Bouwman (NED)      | 147e               |
| 204                             | Bert-Jan Lindeman (NED) | 80e                |
| 205                             | Paul Martens (GER)      | 77e                |
| 206                             | Bram Tankink (NED)      | AB                 |
| 208                             | Dennis van Winden (NED) | AB                 |
| 210                             | Alexey Vermeulen (USA)  | AB                 |
| Directeur sportif : Addy Engels |                         |                    |

| Roompot-Oranje Peloton ROP        | Roompot-Oranje Peloton ROP | Roompot-Oranje Peloton ROP |
| --------------------------------- | -------------------------- | -------------------------- |
| Num                               | Coureur                    | Pos                        |
| 211                               | Pieter Weening (NED)       | 64e                        |
| 212                               | Huub Duyn (NED)            | 32e                        |
| 213                               | Reinier Honig (NED)        | 130e                       |
| 214                               | Johnny Hoogerland (NED)    | 148e                       |
| 215                               | Michel Kreder (NED)        | AB                         |
| 216                               | Maurits Lammertink (NED)   | 49e                        |
| 217                               | Antwan Tolhoek (NED)       | 104e                       |
| 218                               | Nick van der Lijke (NED)   | AB                         |
| Directeur sportif : Erik Breukink |                            |                            |

| FDJ                               | FDJ                        | FDJ  |
| --------------------------------- | -------------------------- | ---- |
| Num                               | Coureur                    | Pos  |
| 221                               | Arthur Vichot (FRA)        | AB   |
| 222                               | Odd Christian Eiking (NOR) | 72e  |
| 223                               | Steve Morabito (SUI)       | 66e  |
| 224                               | Laurent Pichon (FRA)       | 74e  |
| 225                               | Kévin Réza (FRA)           | AB   |
| 226                               | Anthony Roux (FRA)         | 57e  |
| 227                               | Jérémy Roy (FRA)           | 154e |
| 228                               | Benoît Vaugrenard (FRA)    | 75e  |
| Directeur sportif : Franck Pineau |                            |      |

| Topsport Vlaanderen-Baloise TSV    | Topsport Vlaanderen-Baloise TSV | Topsport Vlaanderen-Baloise TSV |
| ---------------------------------- | ------------------------------- | ------------------------------- |
| Num                                | Coureur                         | Pos                             |
| 231                                | Preben Van Hecke (BEL) (Route)  | 87e                             |
| 232                                | Floris De Tier (BEL)            | 40e                             |
| 233                                | Tim Declercq (BEL)              | 138e                            |
| 234                                | Sander Helven (BEL)             | AB                              |
| 235                                | Eliot Lietaer (BEL)             | 111e                            |
| 236                                | Pieter Vanspeybrouck (BEL)      | 100e                            |
| 237                                | Otto Vergaerde (BEL)            | 135e                            |
| 238                                | Jens Wallays (BEL)              | AB                              |
| Directeur sportif : Hans De Clercq |                                 |                                 |

| Fortuneo-Vital Concept FVC            | Fortuneo-Vital Concept FVC         | Fortuneo-Vital Concept FVC |
| ------------------------------------- | ---------------------------------- | -------------------------- |
| Num                                   | Coureur                            | Pos                        |
| 241                                   | Kévin Ledanois (FRA)               | AB                         |
| 242                                   | Anthony Delaplace (FRA)            | 109e                       |
| 243                                   | Pierrick Fédrigo (FRA)             | 76e                        |
| 244                                   | Brice Feillu (FRA)                 | 133e                       |
| 245                                   | Armindo Fonseca (FRA)              | AB                         |
| 246                                   | Julien Loubet (FRA)                | AB                         |
| 247                                   | Chris Anker Sørensen (DEN) (Route) | 73e                        |
| 248                                   | Florian Vachon (FRA)               | 88e                        |
| Directeur sportif : Sébastien Hinault |                                    |                            |